# Championnat de Corée du Sud de football 2002
Navigation
Saison précédente Saison suivante
La saison 2002 du Championnat de Corée du Sud de football était la 20e édition de la première division sud-coréenne à poule unique, la K-League. Dix clubs prennent part au championnat au sein d'une poule unique, où toutes les équipes se rencontrent trois fois au cours de la saison. Il n'y a pas de relégation en fin de saison, au vu du faible nombre d'équipes engagées dans la compétition.
C'est le club de Seongnam Ilhwa Chunma, tenant du titre, qui remporte à nouveau la compétition cette saison en terminant en tête du classement final du championnat, avec 2 points d'avance sur le club d'Ulsan Hyundai Horang-i et 4 sur les Suwon Samsung Bluewings. C'est le 5e titre de champion de Corée du Sud de l'histoire du club.

## Les 10 clubs participants
| - Bucheon SK - Busan I'Cons - Ulsan Hyundai Horang-i - Pohang Steelers - Suwon Samsung Bluewings | - Anyang LG Cheetahs - Seongnam Ilhwa Chunma - Chonbuk Hyundai Motors - Chunnam Dragons - Daejeon Citizen |

## Compétition
Le barème utilisé pour déterminer le classement se décompose ainsi :
- Victoire : 3 points
- Match nul : 1 point
- Défaite : 0 point

### Classement
| Rang | Équipe                    | Pts | J  | G  | N  | P  | Bp | Bc | Diff |
| ---- | ------------------------- | --- | -- | -- | -- | -- | -- | -- | ---- |
| 1    | Seongnam Ilhwa Chunma T   | 49  | 27 | 14 | 7  | 6  | 43 | 32 | +11  |
| 2    | Ulsan Hyundai Horang-i    | 47  | 27 | 13 | 8  | 6  | 37 | 27 | +10  |
| 3    | Suwon Samsung Bluewings C | 45  | 27 | 12 | 9  | 6  | 40 | 26 | +14  |
| 4    | Anyang LG Cheetahs        | 40  | 27 | 11 | 7  | 9  | 37 | 30 | +7   |
| 5    | Chunnam Dragons           | 37  | 27 | 9  | 10 | 8  | 21 | 21 | 0    |
| 6    | Pohang Steelers           | 36  | 27 | 9  | 9  | 9  | 31 | 34 | -3   |
| 7    | Chonbuk Hyundai Motors    | 35  | 27 | 8  | 11 | 8  | 37 | 36 | +1   |
| 8    | Bucheon SK                | 32  | 27 | 8  | 8  | 11 | 32 | 40 | -8   |
| 9    | Busan I'Cons              | 26  | 27 | 6  | 8  | 13 | 36 | 45 | -9   |
| 10   | Daejeon Citizen           | 14  | 27 | 1  | 11 | 15 | 17 | 40 | -23  |

|  | Champion de Corée du Sud 2002                             |
|  | T Tenant du titre C Vainqueur de la Coupe de Corée du Sud |

## Bilan de la saison
| Championnat de Corée du Sud de football 2002 |                                  |
| Champion                                     | Seongnam Ilhwa Chunma (5e titre) |
| Coupes et trophées                           |                                  |
| Vainqueur de la Coupe de Corée du Sud 2002   | Suwon Samsung Bluewings          |
| Promotions et relégations                    |                                  |
| Promus en K-League                           | Aucun                            |
| Relégués en K2-League                        | Aucun                            |